# キノトグリス
キノトグリス(シノーソグリス、Cynothoglys)は、トマス・リゴッティの短編小説『The Prodigy of Dreams』において言及されている架空の神性。又、クトゥルフ神話で扱われる神性でもある。
シノーソグリスは、『マレウス・モンストロルム』の7版でサイサロスという名前に改名された。

## 概説
アーサー・イマースンなる男が若い頃に南イタリーを訪れた際、知った神。
二次資料として、ダニエル・ハームズの『エンサイクロペディア・クトゥルフ』（第3版）にてこの神に関して一項目を設けられているが、旧支配者であるとは言っていない。『エンサイクロペディア・クトゥルフ』の邦訳第2版には載っていない。『マレウス・モンストロルム』ではグレート・オールド・ワン（旧支配者）にカテゴリされている。

## 呼称
「形なき神」「変成と混沌の神」「腐敗の神」「神々と人の双方の葬儀屋」「あらゆる物を変化させる者」

## サイサロス
サイサロス (Cythulos) は、クトゥルフ神話の邪神。グレートオールドワン。

### 概要
死の運び手。霧の中から、不定形の塊が腕を伸ばしてくる。手を取れ。手を取れ。手を取れば、定命の肉体から解放されよう。手を取れば忘却が得られよう。
宿命か死を体現する存在。サイサロスの霧に入ると、催眠状態に陥り、さまざまな死の幻影を何度も見せられる。絶望に陥ったとき、手を差し出される。差し伸べてくる手を取った者は死ぬだろう。死は、もしかしたら生を超越した何かなのかもしれず、高尚な意味があるのかもしれない。生まれ変わるのか、変質するのか、それはわからない。
アザトースの一部という説や、ヨグ＝ソトースから生まれた説などがある。